# Birkhorst (Dreetz)

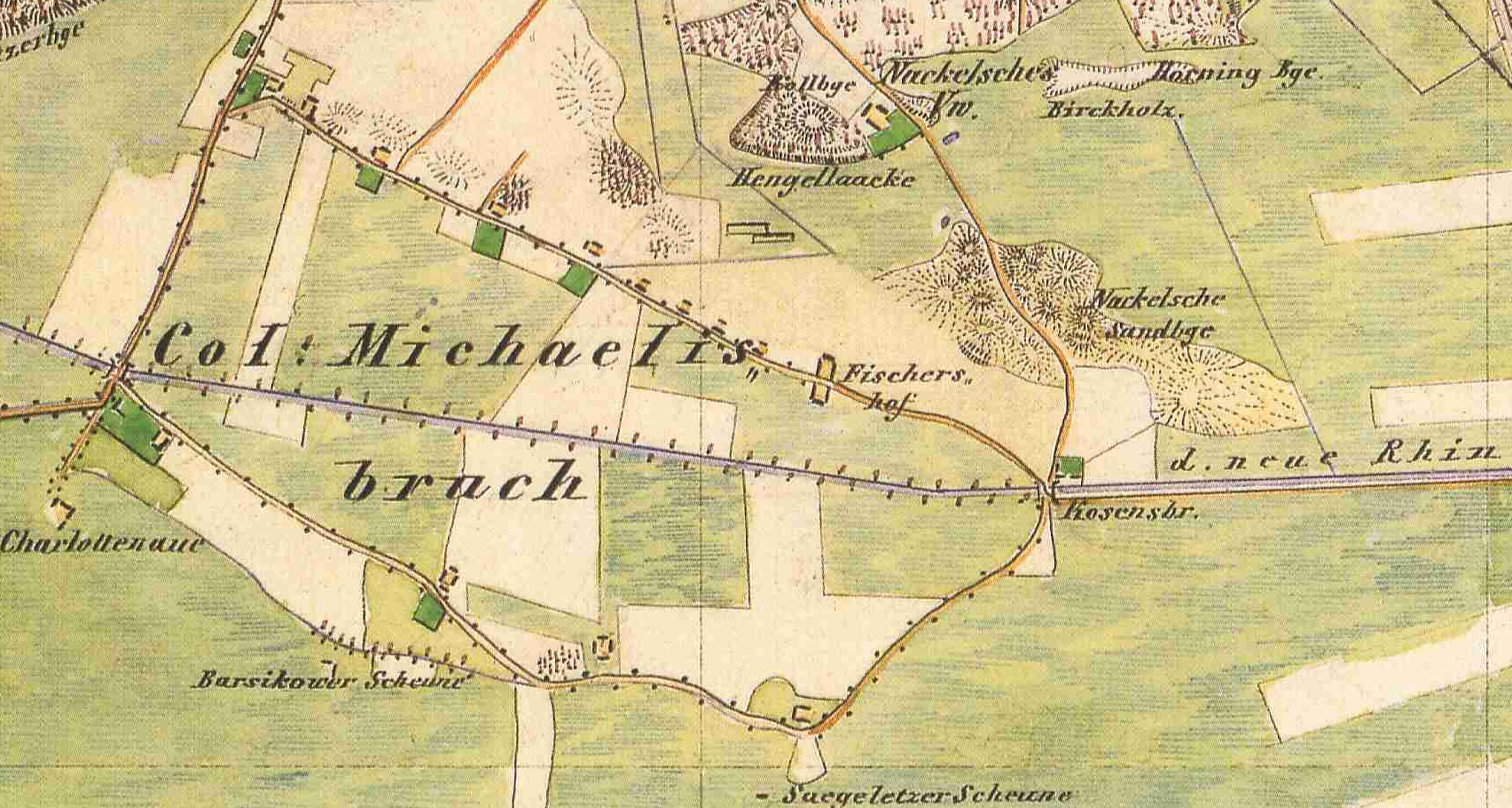
Michaelisbruch mit den Vorwerken Fischershof und Birkhorst (Nakelsches Vw.), Ausschnitt aus dem Urmesstischblatt 3144 Friesack von 1840

Birkhorst oder auch Nakelsches Vorwerk war ein Vorwerk, das 1819 auf einem Gebiet angelegt wurde, das damals noch zur Feldmark von Nackel (Ortsteil der Stadt Wusterhausen/Dosse, Landkreis Ostprignitz-Ruppin, Brandenburg) gehörte. 1887 wurde das Vorwerk mit dem Gutsbezirk Fischershof vereinigt und der Gutsbezirk Fischershof 1922 an die Gemeinde Michaelisbruch angeschlossen. Michaelisbruch ist heute ein Ortsteil der Gemeinde Dreetz im Landkreis Ostprignitz-Ruppin (Brandenburg). 1906 ist Birkhorst letztmals auf einer Karte verzeichnet. Wann das Vorwerk abgerissen wurde, ist (bis jetzt) nicht bekannt.

## Geographie
Birkhorst lag nur 600 Meter nordnordöstlich von Fischershof, und 5,6 Kilometer südwestlich vom Ortskern von Nackel entfernt in einem eiszeitlichen Dünenfeld. Das Vorwerk lag auf 36 m ü. NHN.

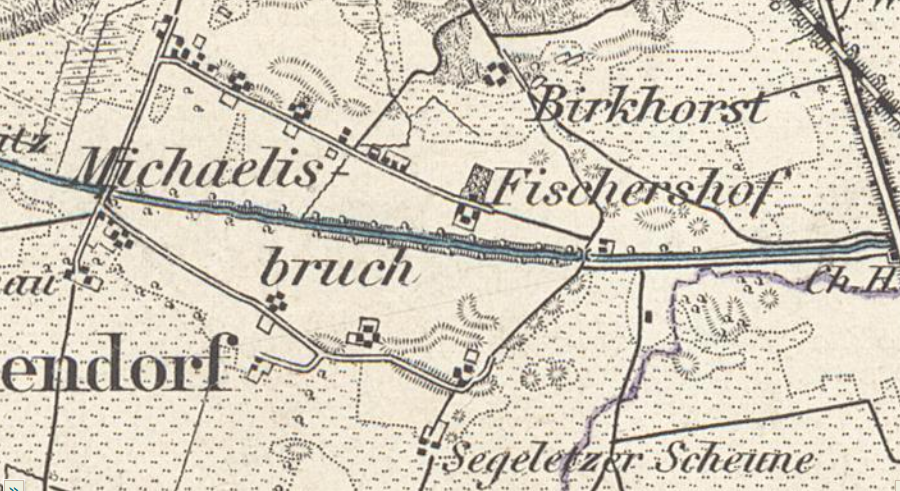
Michaelisbruch mit den Vorwerken Fischershof und Birkhorst, Ausschnitt aus der Karte des Deutschen Reiches, 1:100 000, Teil II/IV: Blatt 242 Neuruppin von 1906

## Geschichte
1819 wurde auf einem Areal, das damals zur Feldmark Nackel gehörte ein Vorwerk angelegt. Im Urmesstischblatt 3241 Friesack von 1840 ist es als Nackelsches Vw. bezeichnet. Daneben steht der Flurname Birkhorst. Das Vorwerk gehörte damals zum Gut Nackel, das im Besitz der Familie von der Hagen war. 1860 bestand das Vorwerk Birkhorst aus einem Wohngebäude und zwei Wirtschaftsgebäuden. Als Bewohner werden vier Personen angegeben. 1871 ist es als Vorwerk Birkholz bezeichnet. In dem einzigen Wohnhaus lebten damals 22 Menschen. Im Messtischblatt von 1882 ist es wiederum als Nakelsches Vorwerk bezeichnet. 1887 wurde das Vorwerk Birkhorst, zu dem auch die (heutige) Flur 3 der Gemeinde Dreetz gehörte, mit dem Vorwerk Fischershof zum Gutsbezirk Fischershof vereinigt.
In der 1:100.000er Karte Neuruppin von 1906 ist das Vorwerk Birkhorst noch eingezeichnet. 1922 wurde der Gutsbezirk Fischershof mit dem Gemeindebezirk Michaelisbruch vereinigt. 1903 war das Vorwerk Fischershof (und wahrscheinlich auch Birkhorst) im Besitz eines Cochius. 1922 wurde Fischershof in Michaelisbruch eingegliedert. 1929 gehörte das Gut einem Nennhaus. Wann genau das Vorwerk Birkhorst abgebrochen wurde, ist nicht bekannt. Im Messtischblatt 1:25.000 Blatt 3241 Friesack von 1942 ist das Vorwerk Birkhorst dann nicht mehr verzeichnet.
Michaelisbruch gehörte zum brandenburgischen Landkreis Ruppin. 1952 wurde das Land Brandenburg aufgelöst und der Landkreis Ruppin aufgeteilt. Michaelisbruch kam zum neuen Kreis Kyritz im Bezirk Potsdam der DDR. Zum 1. April 1973 wurde Michaelisbruch in die Gemeinde Dreetz eingegliedert. Seither ist Michaelisbruch ein Ortsteil von Dreetz.

## Belege